# Multikul
Multikul is een spottende term die in Nederland en Vlaanderen wordt gegeven door critici van de multiculturele samenleving om aan te geven dat zo'n samenleving flauwekul zou zijn. Gerefereerd wordt aan de, in de ogen van tegenstanders van zo'n samenleving, mislukte pogingen op het gebied van integratie, aan criminaliteit door allochtonen en aan de islam in Nederland.
De term is een samentrekking van "multicultureel" en flauwe"kul".